# Gosnold
Gosnold – miasto w Stanach Zjednoczonych, w stanie Massachusetts, w hrabstwie Dukes, na wyspach Elizabeth.